# Edgard
Edgard is een plaats (census-designated place) in de Amerikaanse staat Louisiana, en valt bestuurlijk gezien onder St. John the Baptist Parish.

## Demografie
Bij de volkstelling in 2000 werd het aantal inwoners vastgesteld op 2637.

## Geografie
Volgens het United States Census Bureau beslaat de plaats een oppervlakte van
46,3 km², waarvan 40,2 km² land en 6,1 km² water.

## Plaatsen in de nabije omgeving
De onderstaande figuur toont nabijgelegen plaatsen in een straal van 12 km rond Edgard.